# Dovenhof

Der Dovenhof um 1900, Ansicht von der Kornhausbrücke am Zollkanal

Der Dovenhof war ein 1885/1886 erbauter Bürokomplex in Hamburg und galt als das erste Kontorhaus moderner Bauart. Es war stilprägend für alle späteren Kontorhäuser der Stadt und auch für das heutige Kontorhausviertel. Der Dovenhof befand sich an der Ecke Brandstwiete / Dovenfleet gegenüber der Kornhausbrücke am Eingang zur etwa zeitgleich erbauten Speicherstadt. Obwohl es den Zweiten Weltkrieg relativ unbeschadet überstand, musste es 1967 dem Bau des Verlagsgebäudes des Nachrichtenmagazins Der Spiegel weichen.
Der in den 1990er Jahren errichtete Bürokomplex Neuer Dovenhof nimmt zwar Bezug auf den alten Dovenhof, befindet sich aber weiter nördlich als dieser.

## Geschichte

Lichthof und Galerie

Grundriss des Dovenhofes: unten die Brandstwiete, rechts Dovenfleet

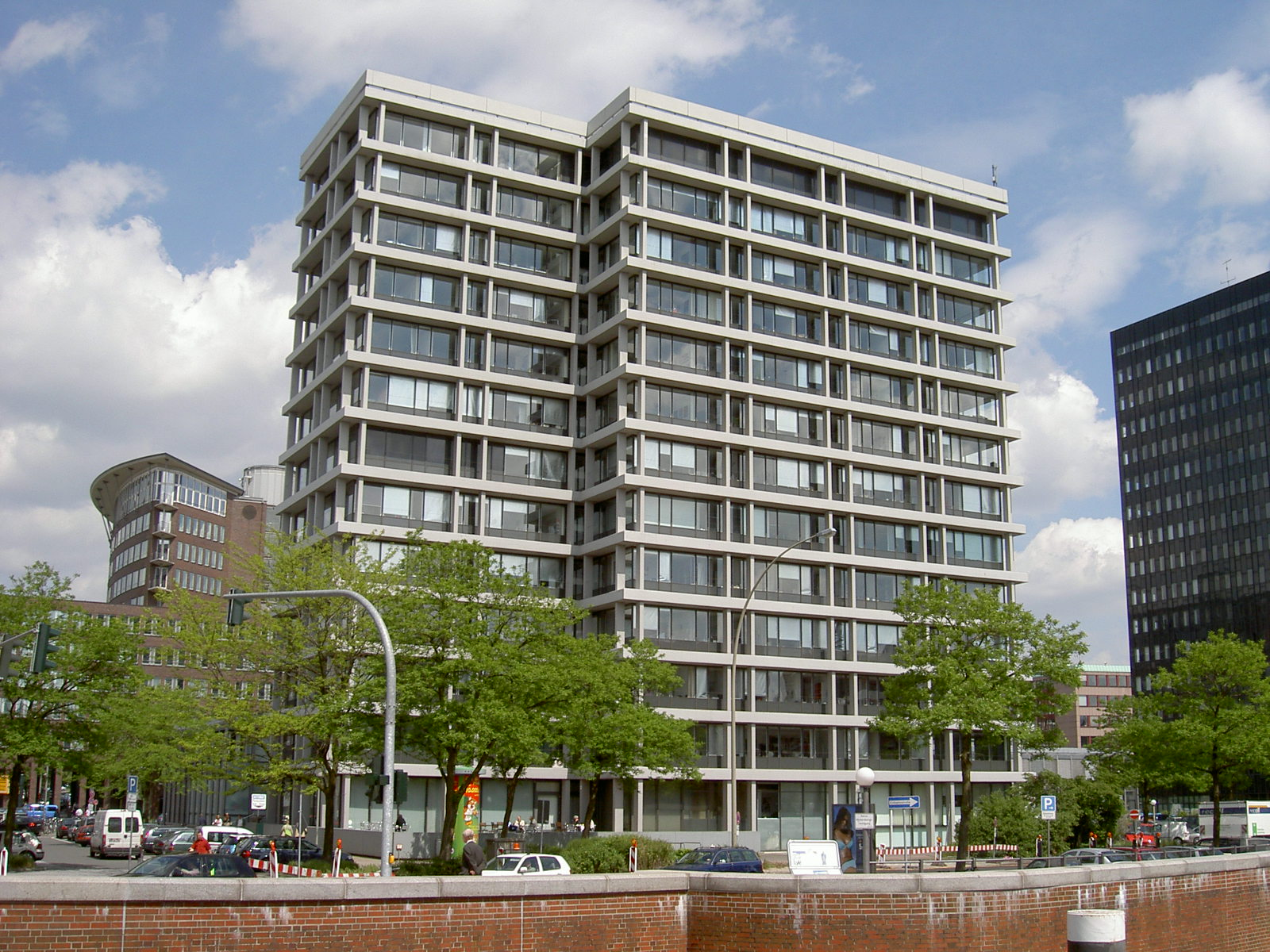
Heute steht das ehemalige Spiegel-Gebäude auf dem historischen Grund des Dovenhofs, im Hintergrund links der Neue Dovenhof.

Anfang 1884 erwarb der Hamburger Kaufmann Heinrich Freiherr von Ohlendorff für mehr als eine Million Mark ein 15.000 Quadratmeter großes Gelände an der Brandstwiete / Dovenfleet in der Hamburger Altstadt. Den Bauauftrag für den seinerzeit völlig neuen Gebäudetyp erhielt der Hamburger Architekt Martin Haller, der das Gebäude nach nordamerikanischem Vorbild gestaltete. Am 1. Mai 1886 eröffnete das erste Kontorhaus der Hansestadt. Der Sockel bestand aus Bornholmer Granit, für die Wände verwandte der Architekt Cottaer Sandstein. Das zweckmäßige Gebäude verfügte über einen durchgehenden Lichthof und war stilistisch der französischen Renaissance nachempfunden. Der Name Dovenhof entstand wahrscheinlich deshalb, weil das Gebäude unmittelbar am Dovenfleet errichtet wurde. Im Gebäude befanden sich bis auf eine Hausmeisterwohnung und zwei Restaurants ausschließlich Büroräume sowie Warenlager. Die Anlieferung der Waren erfolgte durch zwei verbundene Höfe im rückwärtigen Teil des Gebäudes. Der 1883 begonnene Bau der Speicherstadt, die viel zentrumsnahe Lagerfläche bot, dauerte Jahrzehnte. Sie entlastete die innere Stadt insofern erst in späteren Jahren, so dass für den Dovenhof noch Warenlager vorgesehen waren.
Das Kontorhaus verfügte über eine Dampfheizung und über elektrische Beleuchtung. Warenaufzüge und Winden sorgten für einen komfortablen Geschäftsbetrieb. Die hierdurch entstandenen Kosten wurden – ebenso wie die Gebäudereinigung – auf die Miete umgeschlagen. Die Miete bemaß sich je nach Lage und Ausstattung der angemieteten Räume. Sie war in den unteren Geschossen höher und nahm für Räume in den oberen Geschossen oder für zum Innenhof gelegene Räume ab. Für die Personenbeförderung zwischen den Stockwerken sorgte der erste Paternoster des europäischen Kontinents. Nur in Großbritannien gab es diese Personenaufzüge bereits vorher. Die Ingenieure Hennicke & Goos stellten den dampfbetriebenen Paternoster für den Dovenhof her. Er fuhr so langsam, dass ihn grundsätzlich selbst Greise ohne Bedenken nutzen konnten. Im Dezember 1886 kam es jedoch zu einem Unglücksfall, bei dem einem älteren Mann beim Aussteigen ein Bein zerquetscht wurde. Kurze Zeit später widerfuhr einem Mädchen dasselbe folgenschwere Schicksal.
Der Zugang für die Beschäftigten, Besucher und Kunden der 60 eingemieteten Firmen zum Gebäude erfolgte zunächst über die Haupttreppe an der Brandstwiete. Die Büroräume waren dann über die freitragenden Galerien zu erreichen. Wegen der allgemeinen Zustimmung zu diesem Gebäude wirkte der Dovenhof beispielgebend für die meisten anderen, später gebauten Kontorhäuser. Allerdings war 1967, 81 Jahre nach seiner Eröffnung, das Schicksal des historischen Gebäudes besiegelt, es wurde abgerissen. Auf dem historischen Grundstück steht noch heute das von 1969 bis 2011 vom Nachrichtenmagazin Der Spiegel genutzte Gebäude.

## Neuer Dovenhof

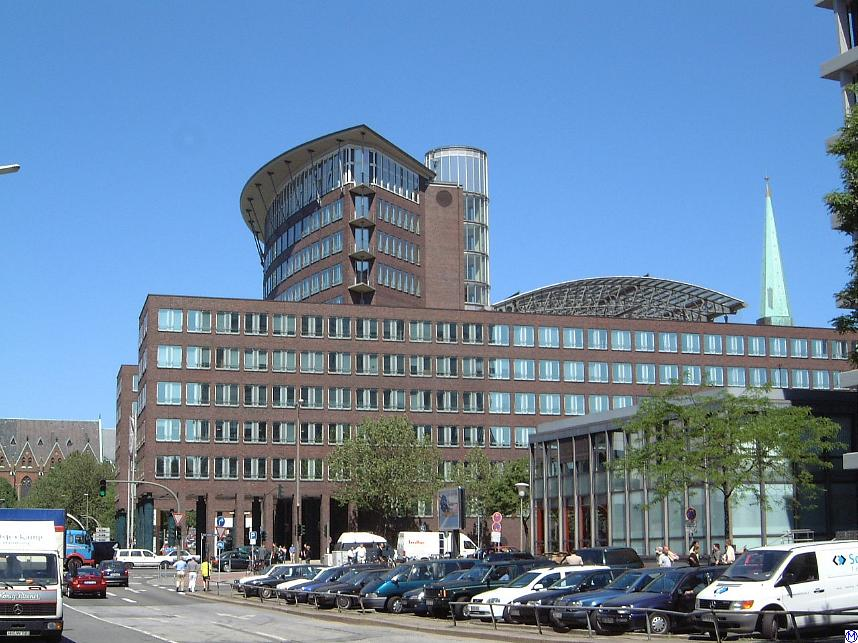
Neuer Dovenhof

Der Neue Dovenhof an der Ecke Brandstwiete / Willy-Brandt-Straße (auf der gegenüberliegenden, nördlichen Seite) wurde zwischen 1991 und 1994 nach einem Entwurf der Architekten Kleffel, Köhnholdt und Gundersmann als moderner Stahlbetonbau mit traditionell gehaltenen Klinkerfassaden errichtet. Er besteht aus zwei parallel angeordneten sechsstöckigen Querriegeln entlang der Willy-Brandt-Straße im Süden und der Kleinen Reichenstraße im Norden, zwischen denen sich ein zehngeschossiges Hochhaus erhebt. Die drei Flügel mit rund 19.000 Quadratmetern Bürofläche umschließen einen 25 Meter hohen und glasüberdachten Innenhof (Atrium). In jeder Ecke des Hofes befindet sich ein außenliegender, gläserner Fahrstuhl. Zu dem Gebäudekomplex gehört auch eine hauseigene Tiefgarage sowie das unter Denkmalschutz stehende Bürgerhaus an der Kleinen Reichenstraße 7.